# Himmelmert
 Himmelmert  ist ein Ortsteil der Stadt Plettenberg im Märkischen Kreis in Nordrhein-Westfalen. 
Der Ort, durch den die Oester fließt, ein rechter Nebenfluss der Else, liegt südwestlich des Kernortes Plettenberg an der Landesstraße L 696. 
Als Baudenkmäler sind seit 1998 ein Bürgerhaus (Ebbetalstraße 133) und ein Bauernhaus (Ebbetalstraße 183) und seit 1998 die Dorfglocke Himmelmert ausgewiesen (siehe Liste der Baudenkmäler in Plettenberg (Ebbetalstraße)).

## Söhne und Töchter
- Carl Brockhaus (1822–1899), Volksschullehrer und später eine der führenden Persönlichkeiten der Brüderbewegung in Deutschland
- Wilhelm Brockhaus (1819–1888), Schriftsteller, Komponist und Evangelist der Brüderbewegung
- Wilhelm Neuser (1888–1959), evangelisch-reformierter Geistlicher; Generalsuperintendent in der Lippischen Landeskirche